# Stadion Pivara
Stadion Pivara – stadion piłkarski w Čelarevie, w Serbii. Obiekt może pomieścić 2360 widzów. Swoje spotkania rozgrywają na nim piłkarze klubu ČSK Pivara.